# Windham (Connecticut)
Windham – miasto w Stanach Zjednoczonych, w stanie Connecticut, w hrabstwie Windham.